# Cornish, Maine
Cornish är en kommun i York County i delstaten Maine, USA.